# Єлена Якшич
Єлена Якшич (серб. кир.: Јелена Јакшић, серб. лат.: Jelena Jakšić; нар. бл. 1475 — пом. після 1529) — сербська аристократка, дружина титулярних сербських деспотів (можновладців): Йована Бранковича (1493—1502), а потім Іваніша Бериславича (1503—1514). Стефан, Єленин син від другого шлюбу, теж став сербським деспотом (1520—1535). Мала сестру Ганну (дружину князя Василя Львовича Глинського).

## Життєпис
Єлена — донька Стефана Якшича (пом. 1489), одного з найзнатніших сербських нобілів Угорського королівства. 1486 року угорський король Матвій Корвін дарував титул сербського деспота Джордже Бранковичу, старшому синові Стефана Бранковича, колишнього правителя (1458—1459). Невдовзі Єлена одружилася з молодшим братом Джордже — Йованом. В 1493 р. останньому теж присвоїли титул деспота, позаяк в Угорщині було прийнято, що вищі державні посади обіймають сумісно двоє осіб. Є. Якшич з чоловіком оселилась у замку в Купіново (Сремська земля) й народила кількох доньок.
1496 року Єленин швагер Джордже зрікся всіх титулів й володінь на користь брата Йована, склавши чернечий постриг під іменем Максима. Йован проправив до своєї смерті в 1502 р. й не залишив нащадка чоловічої статі. Єлена зосталась наодинці з неповнолітніми дітьми, намагаючись забезпечити їх спадком.
В 1503—1504 роках король Владислав II Ягеллончик вирішив одружити Єлену Якшич з Іванішем Бериславичем, чільним хорватським дворянином з Пожешської жупанії, що заразом був зведений на сербський престол й дістав низку сімейних маєтностей Бранковичів. У шлюбі народились 2 сини й 2 доньки. Коли Іваніш помер в 1514, Єлена знову перебрала всі сімейні клопоти на себе, поки в 1520 році король Людовик II не назначив її сина Стефана новим деспотом краю. Сама вона померла десь після 1529.

### Сім'я
Від першого шлюбу з Йованом Бранковичем Єлена народила кількох дочок. Марія одружилася з хорватським аристократом Фердинандом Фракопаном, а Єлена Катерина стала нареченою молдавського господаря Петра IV Рареша.
Дві інші міцно осіли на землях Південної Русі. Так, Ганна стала дружиною старости володимирського Федора Андрійовича Сангушка, орієнтовно перед 1530 роком. З ним вона мала 2 доньок й 4 синів. Овдовівши, стала дружиною князя Миколая Андрійовича Збаразького, старосту кременецького (до 6 III 1553 року). Марія Магдалина одружилась спершу з Іваном Вишневецьким, а відтак — з Олександром Федоровичем Чорторийським (найпізніше в 1546).
У другому шлюбі з Іванішем Бериславичем Єлена народила синів Стефана (пом. 1535) й Ніколу (пом. після 1527), а також 2 доньок, ім'я котрих невідомі. Низка дослідників переконані, що з огляду на дати одруження Єлени Якшич та її дочок, які зазвичай вважаються потомством від першого чоловіка, ті насправді можуть бути від другого.